# Fußball-Weltmeisterschaft 1950/Gruppe 3
| Pl. | Land     | Sp. | S | U | N | Tore    | Diff. | Punkte |
| --- | -------- | --- | - | - | - | ------- | ----- | ------ |
| 1.  | Schweden | 2   | 1 | 1 | 0 | 005:400 | +1    | 03:10  |
| 2.  | Italien  | 2   | 1 | 0 | 1 | 004:300 | +1    | 02:20  |
| 3.  | Paraguay | 2   | 0 | 1 | 1 | 002:400 | −2    | 01:30  |

Dieser Artikel behandelt die Gruppe 3 der Fußball-Weltmeisterschaft 1950. Der Gruppensieger Schweden qualifizierte sich für die Finalrunde der WM.
Die vierte Mannschaft der Gruppe, die Indische Fußballnationalmannschaft, verzichtete auf die Teilnahme.

## Schweden – Italien 3:2 (2:1)
| Schweden                                         | Schweden | Italien | Italien |
| ------------------------------------------------ | --- | --- | ------- |
| Schweden                                         | \| 25. Juni 1950 in São Paulo (Estádio do Pacaembu) \| \| Zuschauer: 36.502 \| \| Schiedsrichter: Jean Lutz ( Schweiz) \| \| Spielbericht \|                                                                           | \| 25. Juni 1950 in São Paulo (Estádio do Pacaembu) \| \| Zuschauer: 36.502 \| \| Schiedsrichter: Jean Lutz ( Schweiz) \| \| Spielbericht \|                                                                                     | Italien |
| Schweden                                         | Kalle Svensson, Erik Nilsson , Hasse Jeppson, Ingvar Gärd, Karl-Erik Palmér, Knut Nordahl, Lennart Samuelsson, Lennart Skoglund, Stellan Nilsson, Stig Sundqvist, Sune Andersson Cheftrainer: George Raynor ( England) | Lucidio Sentimenti, Aldo Campatelli, Attilio Giovannini, Augusto Magli, Carlo Annovazzi, Carlo Parola, Ermes Muccinelli, Giampiero Boniperti, Gino Cappello, Riccardo Carapellese , Zeffiro Furiassi Cheftrainer: Ferruccio Novo | Italien |
| Schweden                                         | 1:1 Jeppson (25.) 2:1 Andersson (33.) 3:1 Jeppson (68.) | 0:1 Carapellese (7.) 3:2 Muccinelli (75.) | Italien |
| 25. Juni 1950 in São Paulo (Estádio do Pacaembu) | | |         |
| Zuschauer: 36.502                                | | |         |
| Schiedsrichter: Jean Lutz ( Schweiz)             | | |         |
| Spielbericht                                     | | |         |

## Schweden – Paraguay 2:2 (2:1)
| Schweden                                           | Schweden | Paraguay | Paraguay |
| -------------------------------------------------- | --- | --- | -------- |
| Schweden                                           | \| 29. Juni 1950 in Curitiba (Estádio Durival Britto) \| \| Zuschauer: 7.903 \| \| Schiedsrichter: Robert Mitchell ( Schottland) \| \| Spielbericht \|                                                                 | \| 29. Juni 1950 in Curitiba (Estádio Durival Britto) \| \| Zuschauer: 7.903 \| \| Schiedsrichter: Robert Mitchell ( Schottland) \| \| Spielbericht \|                                                                                 | Paraguay |
| Schweden                                           | Kalle Svensson, Erik Nilsson , Hasse Jeppson, Ingvar Gärd, Karl-Erik Palmér, Knut Nordahl, Lennart Samuelsson, Lennart Skoglund, Stellan Nilsson, Stig Sundqvist, Sune Andersson Cheftrainer: George Raynor ( England) | Marcelino Vargas, Alberto González, Atilio López, Casiano Céspedes, Castor Cantero, César López Fretes , Darío Jara Saguier, Enrique Ávalos, Leongino Unzain, Manuel Gavilán, Victoriano Leguizamón Cheftrainer: Manuel Fleitas Solich | Paraguay |
| Schweden                                           | 1:0 Sundqvist (17.) 2:0 Palmér (26.) | 2:1 Atilio López (35.) 2:2 César López Fretes (74.) | Paraguay |
| 29. Juni 1950 in Curitiba (Estádio Durival Britto) | | |          |
| Zuschauer: 7.903                                   | | |          |
| Schiedsrichter: Robert Mitchell ( Schottland)      | | |          |
| Spielbericht                                       | | |          |

## Italien – Paraguay 2:0 (1:0)
| Italien                                         | Italien | Paraguay | Paraguay |
| ----------------------------------------------- | --- | --- | -------- |
| Italien                                         | \| 2. Juli 1950 in São Paulo (Estádio do Pacaembu) \| \| Zuschauer: 25.811 \| \| Schiedsrichter: Arthur Ellis ( England) \| \| Spielbericht \|                                                                                       | \| 2. Juli 1950 in São Paulo (Estádio do Pacaembu) \| \| Zuschauer: 25.811 \| \| Schiedsrichter: Arthur Ellis ( England) \| \| Spielbericht \|                                                                                         | Paraguay |
| Italien                                         | Giuseppe Moro, Amedeo Amadei, Egisto Pandolfini, Ermes Muccinelli, Osvaldo Fattori, Riccardo Carapellese , Zeffiro Furiassi, Gino Cappello, Giacomo Mari, Gino Cappello, Ivano Blason, Leandro Remondini Cheftrainer: Ferruccio Novo | Marcelino Vargas, Alberto González, Atilio López, Casiano Céspedes, Castor Cantero, César López Fretes , Darío Jara Saguier, Enrique Ávalos, Leongino Unzain, Manuel Gavilán, Victoriano Leguizamón Cheftrainer: Manuel Fleitas Solich | Paraguay |
| Italien                                         | 1:0 Carapellese (12.) 2:0 Pandolfini (62.) | | Paraguay |
| 2. Juli 1950 in São Paulo (Estádio do Pacaembu) | | |          |
| Zuschauer: 25.811                               | | |          |
| Schiedsrichter: Arthur Ellis ( England)         | | |          |
| Spielbericht                                    | | |          |